# André Henry
Andrè Henry (Herve, 2 luglio 1865 – Tournai, 1º ottobre 1910) è stato un ciclista su strada belga.
Professionista dal 1891 al 1900, vinse la prima edizione della Parigi-Bruxelles.

## Carriera
Inizialmente muratore, iniziò a praticare l'attività di ciclista a 22 anni. Nel 1897, all'età di 28 anni, riuscì ad aggiudicarsi la Parigi-Bruxelles  percorrendo i 407 km previsti in 19 ore e 37 minuti. 
Questa vittoria ebbe un'enorme risonanza, a tal punto che re Leopoldo II lo ricevette trionfalmente a Verviers. Vinse la Bruxelles-Spa nel 1893 e la Parigi-Dinant nel 1894, e negli anni successivi, non ottenne più alcun successo.
Dopo il suo ritiro, avvenuto nel 1900, iniziò a dare i primi segni di squilibrio; le sue condizioni peggiorarono gradualmente, e nel 1906 tentò il suicidio lanciandosi dalla finestra della sua sala da pranzo. in seguito all'episodio, suo fratello e sua madre decisero di internarlo nel manicomio di Tournai, considerandolo non più gestibile. All'interno di questa struttura morirà nel 1910, a causa di un ictus, nel totale silenzio della stampa.

## Palmares
- 1893

Parigi-Bruxelles
Bruxelles-Terme
Wavre-Hannut-Wavre
- 1894

Parigi Dinant
- 1896

Queue-du-Bois